# 鬼室集斯
鬼室 集斯（きしつ しゅうし、生年不明 - 持統天皇2年11月8日?（688年12月5日?））は、7世紀の百済の貴族。百済復興運動で活躍した鬼室福信の縁者。百済における官位は達率、日本亡命後の日本における官位は小錦下・学職頭。

## 人物・来歴
天智天皇2年（663年）の白村江の戦いの後に一族とともに日本へ亡命。『日本書紀』によれば、鬼室集斯は天智天皇4年（665年）2月に小錦下の位に叙せられた。佐平福信の功によって、とあるため、百済復興に努めて2年前に死んだ鬼室福信の近親者と思われるが、具体的な関係は不明である。集斯の百済での位は達率であった。書紀はこれに続けて百済の男女400余人が近江国神前郡（後の神崎郡）に住まわされたと記すので、集斯も同じと推定できる。3月に神前郡の百済人に田が与えられた。
天智天皇8年（669年）に、佐平余自信と佐平鬼室集斯ら男女700余人が近江国蒲生郡に遷された。
天智天皇10年1月（671年）に、鬼室集斯は小錦下の冠位を与えられた。理由は不明であるが、以前（665年）に与えられた位と同じである。このとき集斯は学職頭であった。学識頭は律令制における大学頭の前身であると考えられている。久木幸男は集斯が蒲生郡に移されてから、この時の叙任までの約1年余りのうちに日本の大学寮の原型が成立して、集斯がその長になったとする説を唱えている。

## 子孫
子孫は天平宝字5年（761年）百済公姓を賜与されたという。

## 遺跡など
江戸時代に、近江国蒲生郡小野村（現在の滋賀県日野町小野）の西宮という神社(当時は不動堂といった)に、石の八角柱があった。

(「大内蔵人時頼墓」とする史料もある)

当時、この石は人魚塚と呼ばれていた。仁正寺藩医の西生懐忠が、よく調査し、「鬼室集斯墓」と記した面が正面で、その右の面に「朱鳥三年戊子十一月八日殞」、左には「庶孫美成造」と書かれていたと発表し、東桜谷村郷人の坂本林平との間で真贋論争となった。朱鳥3年は、持統天皇2年（688年）にあたるが、ただしこの墓石は11世紀以降のものである。

鬼室集斯墓碑の真贋について、胡口靖夫『近江朝と渡来人-百済鬼室氏を中心として』,雄山閣出版,1996では、以下の理由から「偽銘の蓋然性が高い」としている(p58)。
1. 古代の墓碑・墓誌銘に見える死亡記事の表記を見ると「殂」「歿」「殞」の用例がないこと(p55)
2. 古代の墓碑・墓誌銘には、その造立関係者に「庶孫」という表記が見当たらないこと(p58)
3. 「朱鳥三年/戊/子」という、干支を細字で横に割り書きした紀年銘の記載形は天慶九年(946)のものが最古であるが、一般的になるのは鎌倉時代であること(p55～56)

明治時代に入り、神仏分離令によって、不動堂は西宮神社と改名し、軻遇突智命を祭神とした。

蒲生郡長であった遠藤宗義が、明治三十六年(1903)に『鬼室集斯墓碑考』を著してのち、鬼室集斯が合祀された。
後にこの神社は鬼室神社と名を改めて現在もある。
これとは別に、『大安寺資財録抜書』(成立は中世以降)には、現在の滋賀県野洲市大篠原に鬼室集斯墓があったことが記され、それに合致する石が郷土史研究家・塚本義一氏と大笹原神社・宮司山川和泉氏によって発見されている。
なお、1994年には、同じ日野町の大字寺尻にある野田道遺跡（7世紀後半）から、オンドルとよく似た石組み煙道の遺構を伴う竪穴建物跡が出土しており、『日本書紀』の記述を裏付けるものと見られている。